# Country Liberal Party
Country Liberal Parti (CLP) er et politisk parti i Australien. Det er Nordterritoriets liberale og nationale parti. Partiets leder siden februar 2020 er Lia Finocchiaro.
| Politisk parti | Spire Denne artikel om et politisk parti eller gruppe er en spire som bør udbygges. Du er velkommen til at hjælpe Wikipedia ved at udvide den. |